# Русская история в самом сжатом очерке
«Русская история в самом сжатом очерке» — работа русского советского историка Михаила Покровского, написанная в 1920—1923 годах; первый советский учебник истории. Невероятно популярный в 1920-е годы, он только при жизни автора (то есть с 1921 по 1932 год) был издан десять раз. Книга сыграла важную роль в становлении и распространении марксистского подхода к истории, сформировала взгляды не одного поколения советских людей.

## Содержание
В самом начале книги Покровский упоминает о том, что он пишет работу, «которая обращается к тому же читателю, что и „Азбука коммунизма“ тов. Бухарина» — «всякому рабочему и крестьянину», «мозги которого не вывихнуты школьными учебниками истории с их бесчисленными царями и министрами». Он говорит о том, что пишет эту книгу потому, что «сознательному рабочему <…> необходимо знать, что такое Россия».
В «Русской истории в самом сжатом очерке» полностью отсутствуют ссылки и библиографический список. Покровский ссылается на отзывы некоего «наблюдателя», который «был фабричным инспектором», слова «доктора, который всё это описал», «владимирского фабричного инспектора», «другого иностранца». Нигде не называются имена и фамилии людей, чьи свидетельства послужили основой для учебника, равно как не упоминаются и конкретные документы. Обычная формулировка — «…писал московский инспектор в своём отчёте…».
М. Н. Покровский широко применяет средства художественной выразительности, пользуясь не научным, а скорее публицистическим, местами и откровенно разговорным языком. Например, Александр III именуется «папашей» Николая II. Использование ненаучного стиля речи объясняется не некомпетентностью автора, а его ориентацией на аудиторию. Книга адресовывалась неподготовленному рабочему, который должен был принять марксистский взгляд на историю. Поэтому работа непременно должна была быть написана интересно, понятно, живым языком. Историк В. Б. Кобрин писал: «Покровский был блестяще одарённым человеком: его работы написаны ярко и даже местами хлёстко, читаются легко и с интересом, в них нередко чувствуется нестандартная живая мысль. Но он никогда не был строгим исследователем: начав как популяризатор, он сразу перешёл к созданию концепций, широких обобщений».

## Роль в истории
Отношение к произведениям М. Н. Покровского и, в частности, «Русской истории в самом сжатом очерке» являлось своеобразной «лакмусовой бумажкой» политической ситуации в стране. В 1920-е гг. эта книга была утверждена школьным учебником и являлась единственным официальным учебником истории. С середины 1930-х гг., после того, как школа Покровского была разгромлена, она перестала издаваться, а все экземпляры, изданные ранее, были изъяты из библиотек или переведены в спецхраны. После этого она была издана лишь один раз, в 1967 году, а затем вновь предана забвению. Отношение к этой книге всегда сильно зависело от политического, социального и культурного контекста.